# EliSophie Andrée
EliSophie Andrée, född 1 maj 1996, är en svensk författare.
Andrée genomförde en kandidatutbildning i filmmanus vid Stockholms dramatiska högskola åren 2018–2021. Hon debuterade som författare 2017 med diktsamlingen Mitt namn är. 2023 utkom första delen i bokserien Girl Gang: Dumpad och hatad av alla på Hegas förlag. 2023 blev hennes tv-serie Ingen Ängel Kristallen-nominerad till bästa unga dramaserie.